# Maglemosià
El Maglemosià és una cultura del Mesolític provinent de l'oest de Sjælland, l'illa més grossa de Dinamarca. La seva cronologia va des del 6.800 al 5000 aC, s'han trobat assentaments humans d'aquest període establerts en zones pantanoses. La població estava bàsicament formada per pastors i caçadors que disposaven d'una indústria lítica, bàsicament micròlits, usualment de sílex. També realitzaven diferents instruments amb ossos com per exemple arpons, hams o destrals.